# Lantfrid
Lantfrid, tudi Ladtfrid ali Lanfred (latinsko Lantfridus ali Lanfredus) je bil od leta 709 do smrti vojvoda Alemanov pod frankovsko suverenostjo, * ni znano, † 730.
Bil je sin alemanskega vojvode Gotfrida in brat svojega naslednika Teodebalda Alemanskega. 
Po očetovi smrti leta 709 je na vojni pohod v Alemanijo krenil frankovski majordom Pipin Herstalski, da bi njemu in bratu pomagal obraniti oblast pred pretendentom Vileharijem.  Po Pipinovi smrti leta 714 je Lantfrid poskušal ohraniti alemansko neodvisnost in zato postal sovražnik njegovega nezakonskega sina in naslednika Karla Martela. Spor se je odrazil tudi v Cerkvi:  ko je sveti Pirmin leta 724 pod Karlovim pokroviteljstvom v Alemaniji osnoval opatijo Reichanau, sta ga Lantfrid in Teodebald izgnala.  Teodebald je kasneje ustanovil opatijo  St. Gall. Lantfrid je svojo neodvisnost potrdil iz izdajo zakonika Lex Alammanorum, s katerim je prevzel zakonodajno oblast, ki je bila do tedaj v izključni domeni merovinških kraljev. Leta 730 se je na pohod v Alemanijo odpravil Karel Martel. Isto leto je Lantfrid umrl. Povezave med tema dogodkoma niso povsem znane. Nasledil ga je brat Teodebald.